# Stara Wieś (okres Bílsko-Bělá)
Stara Wieś (německy Altdorf nebo Wilhelmsdorf, vilamovsky Wymysdiüf) je vesnice v jižním Polsku ve Slezském vojvodství v okrese Bílsko-Bělá v gmině Wilamowice. Leží ve Wilamovském podhůří na řece Skowronka mezi Wilamowicemi a Bestwinou. K 31. 12. 2015 zde žilo 2 087 obyvatel, rozloha obce činí 9,87 km².
Obec se poprvé připomíná v roce 1326 jako Antiquo Willamowicz. Založili ji němečtí kolonisté v čele s jistým Vilémem, titíž, kteří později založili Wilamowice (Wilmesau/Wymysoü). Zatímco Wilamowice si zachovaly německý etnický ráz a vlastní germánský dialekt (vilamovština) až do moderní doby, Stara Wieś postupem času splynula s okolními slovanskými (polskými) vesnicemi. Patřila Osvětimskému knížectví a s ním byla součástí nejdříve Českého království, poté v letech 1457–1772 Polska, resp. polsko-litevské říše, a následně Habsburské monarchii. Z hlediska kulturně-geografického se řadí k Malopolsku neboli Západní Haliči.
Nejcennější památkou v obci je dřevěný katolický kostel Povýšení svatého Kříže z roku 1522 s pozdně gotickým obrazem Ukřižování. Vedle kostela se nachází dřevěná budova staré školy z roku 1787, v níž sídlí regionální muzeum. Vyvýšenina Biała Glina v západní části Staré Wsi je vyhlídkou do širokého okolí a v roce 2000 na ní byl vztyčen jubilejní kříž.
Významnou hospodářskou roli hraje rybníkářství. Územím obce se táhnou rybníky přesahující z tzv. Žabího kraje na Těšínsku.